# Festival FIST
Festival internacionalnog studentskog teatra FIST, osnovan je 2005. godine kao studentska inicijativa. Za punih osam godina svog postojanja, FIST je prerastao u značajan pozorišni i festivalski događaj na kulturnoj mapi Beograda, kao i celokupne balkanske regije.
Prepoznat od strane Univerziteta umetnosti u Beogradu kao primer dobre prakse, uvršten je 2007. godine u nastavni plan i program studija na Fakultetu dramskih umetnosti.
Osnovna ideja i misija FIST-a je razmena znanja, iskustva i veština, novih pozorišnih tendencija između zemalja učesnica i Srbije.
FIST predstavlja drugi u svetu pozorišni festival koji je u potpunosti organizovan od strane studenata.